# Senoculus darwini
Senoculus darwini is een spinnensoort uit de familie Senoculidae. De soort komt voor in Argentinië.